# Ingegerd Olofsdotter
La princesa Ingegerd Olofsdotter de Suecia, también conocida como Irene, Ana y Santa Ana (1001-10 de febrero de 1050), fue una princesa sueca y Gran Princesa de Kiev. Era hija del rey sueco Olaf Skötkonung y Estrid de los Abroditas, y consorte de Yaroslav I el Sabio de Kiev. Llegó a ser santa de la Iglesia ortodoxa por su labor de organizar la vida monástica para mujeres en la Rus de Kiev.
Ingegerd o Santa Anna es a menudo confundida con la madre de san Vladímir "el iluminador" del Rus. Esto es posiblemente debido al hecho de que Ingegerd y Yaroslav también tuvieron un hijo llamado Vladímir. 
Sin embargo, san Vladímir fue en realidad el padre del esposo de Ingegerd, Yaroslav I "el Sabio", convirtiéndola en su nuera. San Vladímir es en realidad hijo de Sviatoslav y Malusha.

## Biografía

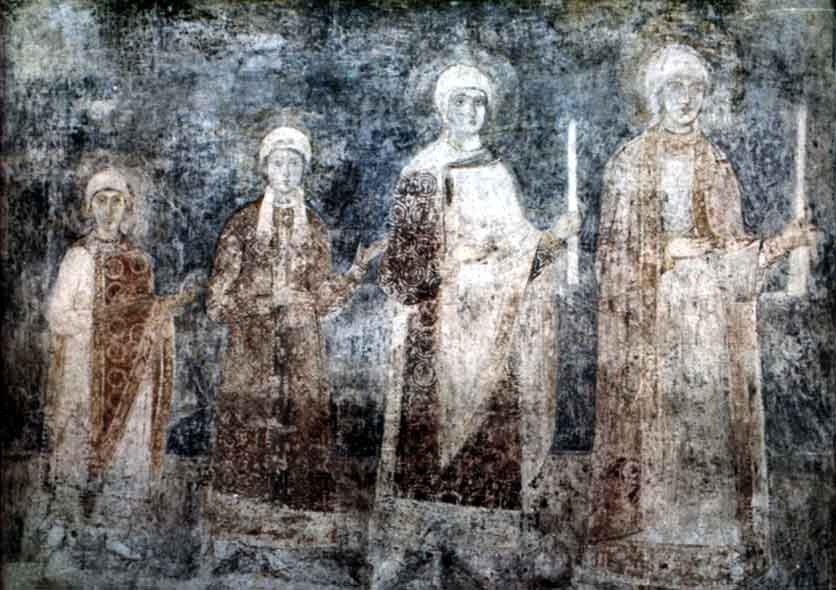
Fresco del en la Catedral de Santa Sofía de Kiev representando a las hijas de Ingegerd y Yaroslav I, con Ana siendo probablemente la menor. Las otras hijas fueron Anastasia, esposa de Andrés I de Hungría, Elizabeth, esposa de Harald III de Noruega, y Ágata, esposa de Eduardo el Exiliado.

Ingegerd nació en Sigtuna, Suecia. Estaba comprometida para casarse con el rey noruego Olaf II, pero cuando Suecia y Noruega tuvieron una disputa, el rey sueco Olaf Skötkonung no podía permitir que el casamiento se realizara.
En cambio, el padre de Ingegerd rápidamente arregló un matrimonio con el poderoso Yaroslav I el Sabio de Nóvgorod. El casamiento se realizó en 1019. Una vez en Kiev, su nombre fue cambiado al griego Irene. De acuerdo a muchas sagas, le fue dado como regalo de matrimonio Ládoga y las tierras contiguas, que más tarde recibirían el nombre Ingria, posiblemente una corrupción del nombre Ingegerd. Ella colocó a su amigo, el jarl Ragnvald Ulfsson, a gobernar en su lugar.
Ingegerd inició la construcción de la Catedral de Santa Sofía de Kiev, supervisada por su esposo. También inició la Catedral de Santa Sofía de Nóvgorod. Tuvo seis hijos y cuatro hijas, quienes se convertirían en Reinas de Francia, Hungría, Noruega y (posiblemente) Inglaterra. La familia entera es representada en uno de los frescos de Santa Sofía.

## Muerte y entierro
Ingegerd murió del 10 de febrero de 1050. Tras su muerte, Ingegerd fue enterrada en la Catedral de Santa Sofía.

## Santidad
Ingegerd fue declarada santa, bajo el nombre de Santa Ana, en Nóvgorod y Kiev. El motivo fue que iniciara la construcción de la Catedral de Santa Sofía de Kiev, así como la versión local, la Catedral de Santa Sofía de Nóvgorod, junto a otras buenas acciones.  

Santa Ana, Gran Duquesa de Nóvgorod, fue la hija del Rey sueco Olaf Sketktung, el "Rey de todos los cristianos", quien hizo mucho para difundir la ortodoxia en Escandinavia, y la piadosa reina Astrid. 
En Suecia era conocida como la princesa Indegard; se casó con Yaroslav I "el Sabio", Gran Príncipe de Kiev, fundador de la Catedral de Santa Sofía en 1016, tomando el nombre Irene. 
Le dio cobijo a los hijos marginados del rey británico Edmund, Edwin y Edward, así como al príncipe noruego Magnus, quien más tarde volvería a Noruega.
Tal vez es mejor conocido como la madre de Vsévolod, padre de de Vladímir Monómaco y progenitor de los Príncipes de Moscú.
Sus hijas fueron Ana, reina de Francia, reina Anastasia de Hungría, y reina Elizabeth (Elisiv) de Noruega. Toda la familia era profundamente devota y piadosa.
En 1050 ella reposó en la Catedral de la Sagrada Sabiduría (Santa Sofía) en Kiev, siendo tonsurada bajo el nombre de Ana.

Días festivos: 10 de febrero, 4 de octubre.

## Hijos
Ingegerd tuvo los siguientes hijos
- Elisiv de Kiev, reina de Noruega.
- Anastasia de Kiev, reina de Hungría.
- Ana de Kiev, reina de Francia.
- (Disputado) Ágata de Kiev, reina de Inglaterra.
- Vladímir de Nóvgorod
- Iziaslav
- Sviatoslav
- Vsévolod
- Ígor Yaroslávich
- Viacheslav Yaroslávich